# Pia Cramling
Pia Cramling (Stoccolma, 23 aprile 1963) è una scacchista svedese, Grande maestro.
Ottenne il titolo di Grande Maestro Femminile nel 1983 e di Grande Maestro assoluto nel 1992, quinta donna a raggiungere questo risultato.
Dal 1978 Ha partecipato con la squadra svedese a numerose olimpiadi degli scacchi, quattro volte nella sezione open. Nelle olimpiadi femminili cui ha partecipato ha ottenuto 7 medaglie individuali, tre d'oro, tre d'argento e una di bronzo.
Ha vinto due edizioni del campionato europeo individuale femminile, nel 2003 a Istanbul e nel 2010 a Fiume.

## Altri risultati di rilievo

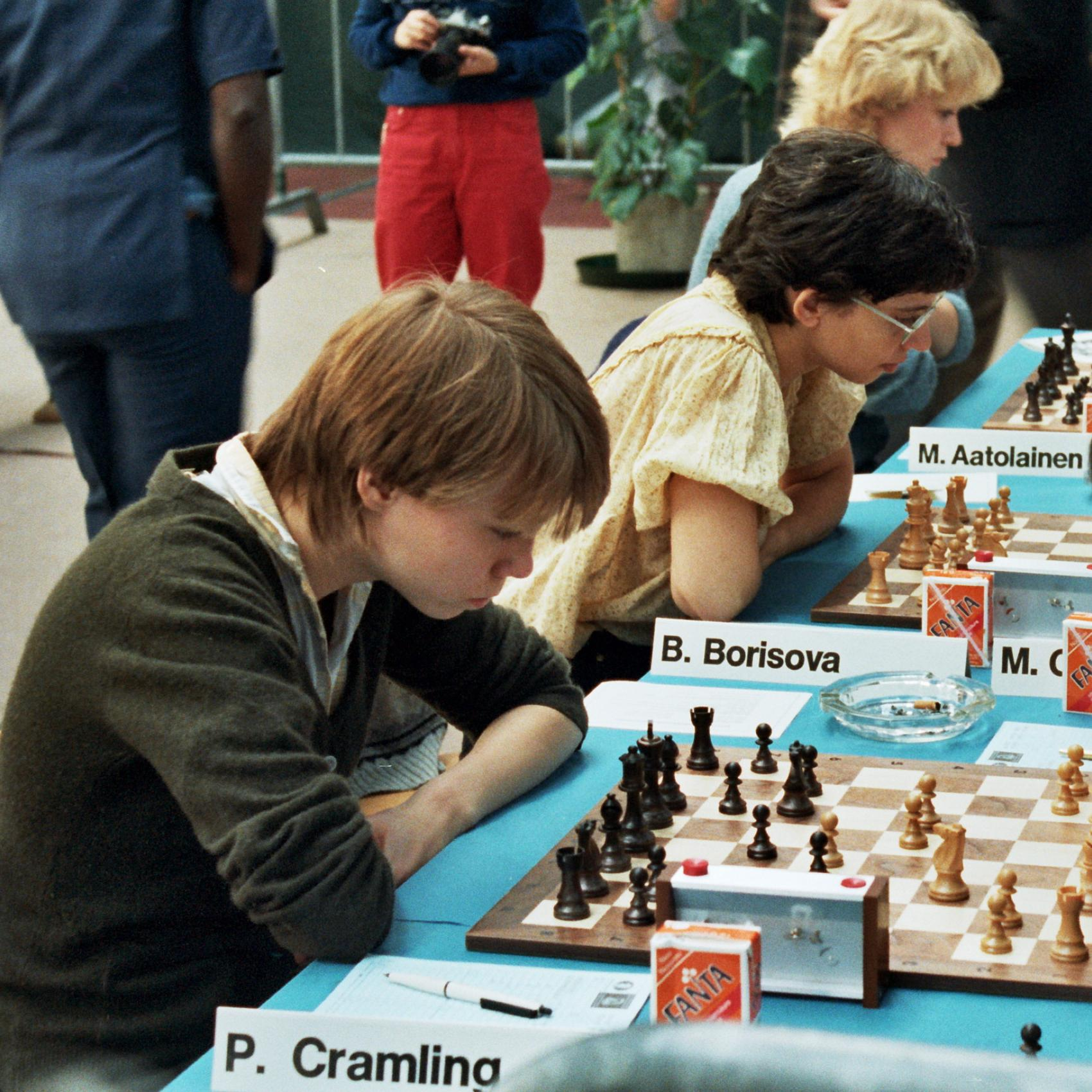
Durante le Olimpiadi di Lucerna 1982

- 2006: vince il torneo femminile di Biel
- 2007: vince il MonRoi International Women's Grand-Prix di Montréal;  2ª al campionato svedese alle spalle di Tiger Hillarp Persson.
- 2008: seconda al torneo femminile di Istanbul dietro a Hou Yifan;  nel campionato del mondo femminile di Nal'čik raggiunge la semifinale, nella quale viene battuta da Aleksandra Kostenjuk
- 2010: vince per la seconda volta il campionato europeo individuale femminile.
- 2016: in settembre gioca le Olimpiadi scacchistiche femminili con la squadra della Svezia; ha giocato in prima scacchiera, ottenuto 8,5 punti e conquistato la Medaglia di bronzo individuale.
- 2018: si aggiudica il premio per la migliore donna al Tradewise Gibraltar Chess Festival.
- 2019: tra febbraio e marzo vince a Skara il Västgöta Open con il punteggio di 6,5 su 9.[2]

Nella lista FIDE di aprile 2009 aveva 2528 punti Elo, ottava al mondo in campo femminile. Ha raggiunto il massimo rating Elo in ottobre 2008, con 2550 punti.

## Vita privata
Ha un fratello, il Maestro Internazionale Dan Cramling.
È sposata con il grande maestro spagnolo Juan Manuel Bellón López. La coppia ha una figlia, Anna Cramling Bellón, Maestro FIDE Femminile.